# Charles Shaw Lefevre (homme politique)
Pour les articles homonymes, voir Shaw-Lefevre.
Charles Shaw Lefevre (20 septembre 1759 – 27 avril 1823), né Charles Shaw, est un homme politique britannique whig.

## Biographie
Il est le fils du pasteur anglican George Shaw, recteur de Womersley, dans le Yorkshire, et de son épouse Mary, fille d'Edward Green. Il est appelé au Barreau, à Lincoln's Inn. Il siège comme député de Newtown (île de Wight) de 1796 à 1802 et de Reading de 1802 à 1820. Il est élu membre de la Royal Society en novembre 1796.
Il épouse Helena, fille de John Lefevre, en 1789, et prend par licence royale le nom de famille supplémentaire de Lefevre. Ils vivent à Heckfield Place dans le Hampshire et ont plusieurs enfants : Charles Shaw Lefevre, 1er vicomte Eversley, président de la Chambre des communes, et John Shaw Lefevre. Shaw Lefevre est décédé en avril 1823, à l'âge de 63 ans. Sa femme lui a survécu onze ans et est décédée en août 1834.